# Caressa
Caressa est un roman de Xavier Forneret paru en 1858 à Paris.

## Publication
L'œuvre est imprimée au recto seulement. Avec 800 exemplaires, il s'agit de l'un des plus gros tirages pour son auteur. La majorité des exemplaires connus portent la mention « Seconde édition ». Tristan Maya y voit « une supercherie » tendant à faire croire aux lecteurs que l'œuvre avait rencontré un grand succès, au point que la première édition en soit épuisée, « alors qu'en réalité il est question de deux tirages intervenus à quelques jours d'intervalle ».

### Éditions modernes
- Écrits complets : (1836-1880) – Aphorismes, contes et récits, roman, vie quotidienne, édité par Bernadette Blandin, vol. 2, Dijon, Les Presses du réel, février 2013, 800 p. (ISBN 978-2-84066-488-8), p. 559-675.
- Xavier Forneret, Caressa suivi de Le Diamant de l'herbe, Voyage d'agrément de Beaune à Autun, Éditions Jalon (https://editions-jalon.fr), 2021, 130 p. (ISBN 978-2-491-06825-7).

### Critique
- Tristan Maya, X. F. humoriste noir blanc de visage, Saint-Seine-L’Abbaye, Éditions de Saint-Seine-l’Abbaye, Jean-Paul Michaut, 1984, 196 p. (ISBN 2-86701-045-4).
- Jacques-Rémi Dahan, Préface des Contes et récits, Paris, José Corti, coll. « Collection romantique n°43 », 1994, 414 p. (ISBN 2-7143-0501-6)
- Jacques-Rémi Dahan, L'Homme Noir et ses livres : Réflexions sur la production librariale de Xavier Forneret, en marge des Écrits complets, tome II, Dijon, Les Presses du Réel, 2013, 795 p. (ISBN 978-2-84066-488-8), p. 769-785.